# Mycetaspis juventinae
Mycetaspis juventinae är en insektsart som beskrevs av Ernest Lepage och Giannotti 1944. Mycetaspis juventinae ingår i släktet Mycetaspis och familjen pansarsköldlöss. Inga underarter finns listade i Catalogue of Life.